# Gospel Oak
Pour les articles homonymes, voir Gospel (homonymie).
Gospel Oak est un quartier de la ville de Londres, dans le borough de Camden. Le quartier est entouré de Belsize Park à l'ouest, Kentish Town au sud, Hampstead au nord, Dartmouth Park et Tufnell Park à l'est. Le prix du logement est plus bas que dans les quartiers alentour, en raison d'un très grand nombre de tours résidentielles dans le sud du quartier.